# Cornelis Visser
Cornelis Visser (ur. 14 listopada 1965 w Stellendam) – holenderski polityk, rolnik, w latach 2007–2009 poseł do Parlamentu Europejskiego.

## Życiorys
Zawodowo związany z rolnictwem, zajął się prowadzeniem gospodarstwa rolnego na terenie Goeree-Overflakkee. W latach 90. był doradcą europosła Jana Sonnevelda. Objął funkcję przewodniczącego platformy agrarnej partii chadeckiej, zajmował się też działalnością doradczą i spółdzielczą. W 2006 został członkiem egzekutywy (aldermanem) gminy Goedereede, odpowiadając za sprawy gospodarki i robót publicznych.
W 2007 objął wakujący mandat posła do Parlamentu Europejskiego z listy Apelu Chrześcijańsko-Demokratycznego. W PE przystąpił do grupy Europejskiej Partii Ludowej i Europejskich Demokratów, pracował w Komisji Rybołówstwa oraz Komisji Gospodarczej i Monetarnej. W 2009 nie uzyskał reelekcji.
W 2010 został burmistrzem Twenterand, a w 2016 objął funkcję burmistrza Katwijku.